# Kirundo
Kirundo ist eine Stadt im Norden von Burundi. Sie ist die Hauptstadt der Provinz Kirundo.

## Geografie
Die Stadt liegt im zentralen Teil der Provinz, südlich des Rvahinda-Sees  auf einer Höhe von 1526 Metern über dem Meeresspiegel. Kirundo liegt etwa 112 Kilometer nordöstlich von Bujumbura, der Hauptstadt des Landes.

## Bevölkerung
Nach einer Volkszählung von 2008 wurden insgesamt 10.024 Einwohner gezählt.

## Verkehr

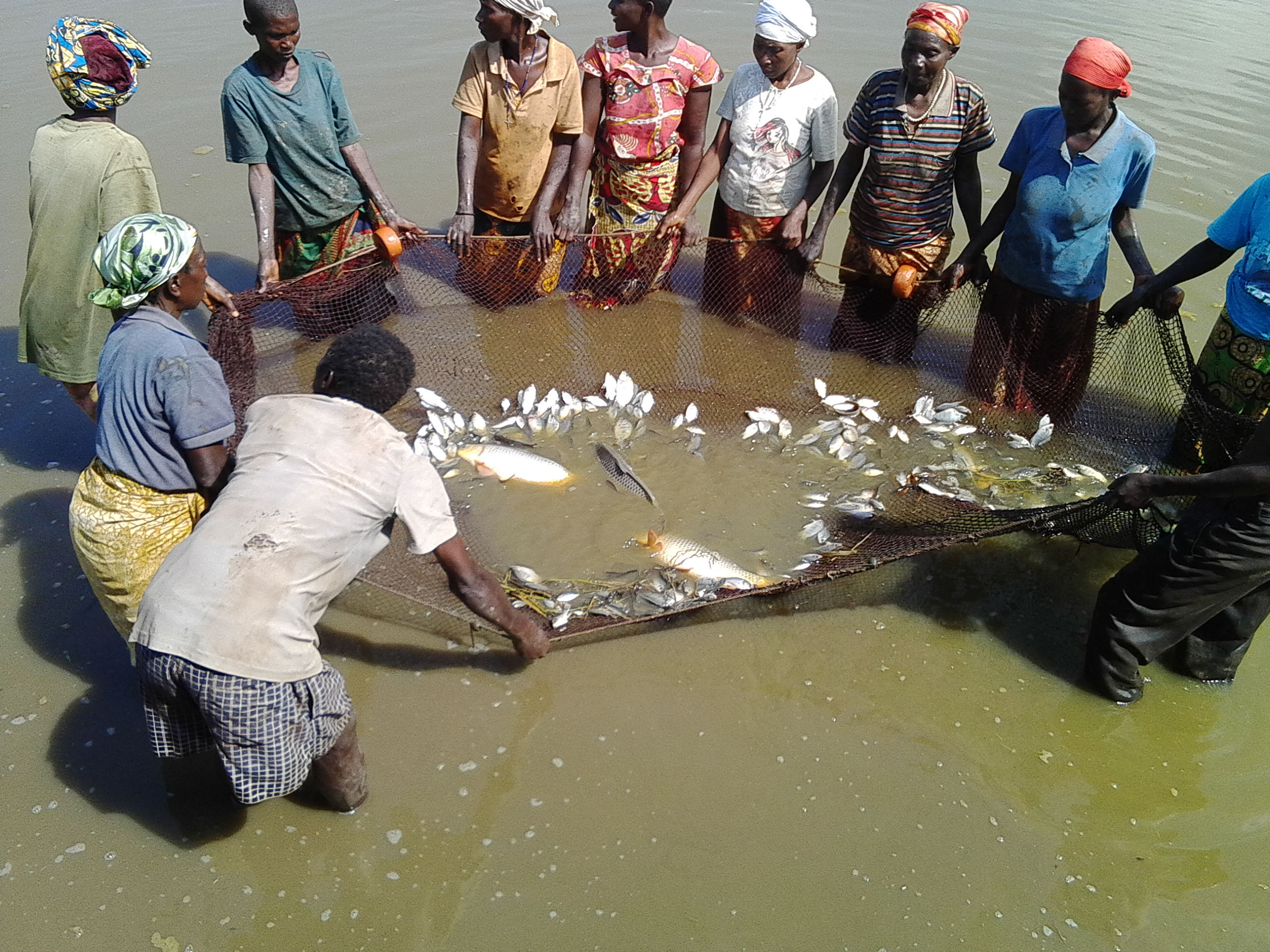
Fischernte in Kirundo

Der Luftverkehr findet durch den Flughafen Kirundo statt.

## Sehenswürdigkeiten und Naturlandschaften
- Cohoha-See
- Rugwero-See